# Junior de Verdun
Die Junior de Verdun waren eine kanadische Eishockeymannschaft aus Verdun (heute Montreal). Das Team spielte von 1982 bis 1984 in einer der drei höchsten kanadischen Junioren-Eishockeyligen, der Ligue de hockey junior majeur du Québec (LHJMQ).

## Geschichte
Die Junior de Montréal aus der Ligue de hockey junior majeur du Québec wurden 1982 aus Montreal in dessen Vorort Verdun verlegt und in Junior de Verdun umbenannt. Bereits in ihrer ersten Spielzeit gewann die Mannschaft zum ersten und einzigen Mal den Coupe du Président. Nachdem sie die reguläre Saison auf dem zweiten Platz der Lebel Division beendet hatten, schlugen sie im Playoff-Finale die Chevaliers de Longueil mit 4:1 Siegen in der Best-of-Seven-Serie. Als Meister der QMJHL qualifizierte sich das Team für das Finalturnier um die Meisterschaft der Canadian Hockey League, den Memorial Cup, in dessen Halbfinale es den Oshawa Generals aus der Ontario Hockey League mit 5:7 unterlag.
In der Saison 1983/84 traf Verdun nach dem erneuten Erreichen des zweiten Platzes in seiner Division auf die Chevaliers, denen im Playoff-Halbfinale mit 4:2 Siegen die Revanche für die Finalniederlage aus dem Vorjahr gelang. Aufgrund des sportlichen Erfolges ging das Franchise 1984 wieder eine Partnerschaft mit den Canadiens de Montréal aus der National Hockey League ein. Daraufhin nahm es fortan unter dem Namen Canadien junior de Verdun am Spielbetrieb der LHJMQ teil.

## Saisonstatistik
Abkürzungen: GP = Spiele, W = Siege, L = Niederlagen, T = Unentschieden, OTL = Niederlagen nach Overtime SOL = Niederlagen nach Shootout, Pts = Punkte, GF = Erzielte Tore, GA = Gegentore, PIM = Strafminuten
| Saison    | GP | W  | L  | T | OTL | SOL | Pts | GF  | GA  | Platz     | Playoffs                        |
| 1982–1983 | 70 | 50 | 19 | 1 | —   | —   | 101 | 486 | 303 | 2., Lebel | Coupe du Président              |
| 1983–1984 | 70 | 40 | 27 | 3 | —   | —   | 83  | 359 | 309 | 2., Lebel | Niederlage in der zweiten Runde |

## Ehemalige Spieler
Folgende Spieler, die für die Junior de Verdun aktiv waren, spielten im Laufe ihrer Karriere in der National Hockey League:
| - Gerry Fleming - Gerard Gallant | - Pat LaFontaine - Claude Lemieux | - Shane MacEachern - Vincent Riendeau |

## Team-Rekorde

### Karriererekorde
Spiele: 132  Bill Campbell
Tore: 108  Jean-Maurice Cool
Assists: 149  Jean-Maurice Cool
Punkte: 257   Jean-Maurice Cool
Strafminuten: 302  Jean-Maurice Cool